# Porpoise-Becken
Koordinaten: 66° 10′ S, 128° 30′ O
Das Porpoise-Becken ist ein Seebecken unmittelbar vor der Banzare-Küste des ostantarktischen Wilkeslands.
Benannt ist das Becken in Anlehnung an die Benennung der benachbarten Porpoise Bay. Deren Namensgeber ist die Porpoise, eines der Schiffe seiner United States Exploring Expedition (1838–1842) unter der Leitung von Charles Wilkes. Die Benennung des Beckens ist seit Dezember 1971 vom Advisory Committee on Undersea Features (ACUF) anerkannt.